# سوانی (لیبی)
سوانی (به عربی: السوانی) یک منطقهٔ مسکونی در لیبی است.